# Дягілєво (авіабаза)
Дя́гілєво (рос. Дягилево) — російська авіабаза в Рязані. Розташована на західній околиці міста в міському районі Дягілєво, що входить до префектури Московського округу.
На авіабазі Дягілєво дислоковані 43-й ЦБЗ ПЛС (Центр бойового застосування та переучування льотного складу), оснащений літаками Ту-95МС, Ту-22М3, Ту-134УБЛ, Ан-26, а також 203-й окремий авіаполк літаків-заправників, оснащенний літаками-заправниками Іл-78. Поруч з авіабазою розташований 360-й авіаційний ремонтний завод.

## Історія

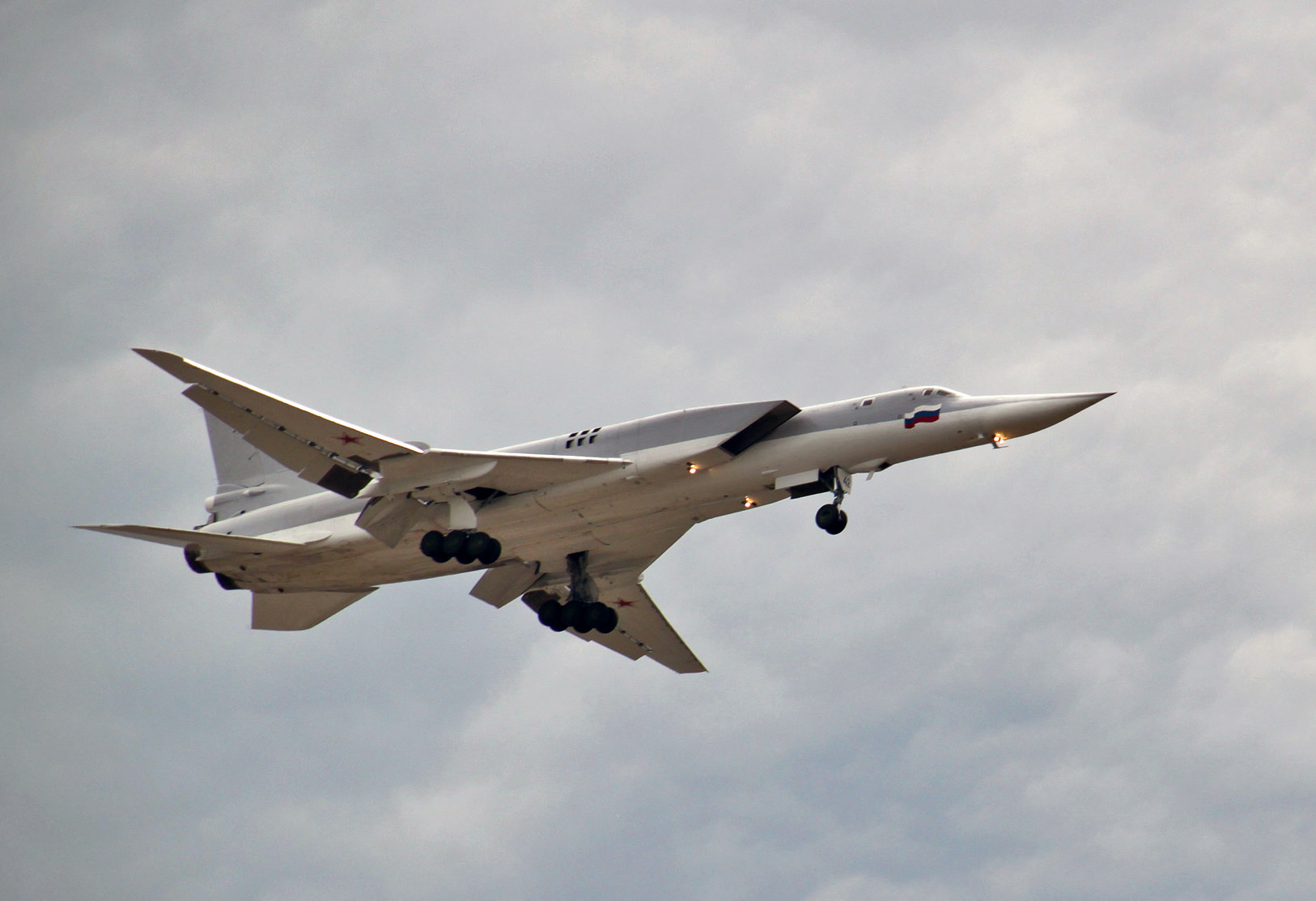
Ту-22М3 заходить на посадку на аеродром Дягілєво

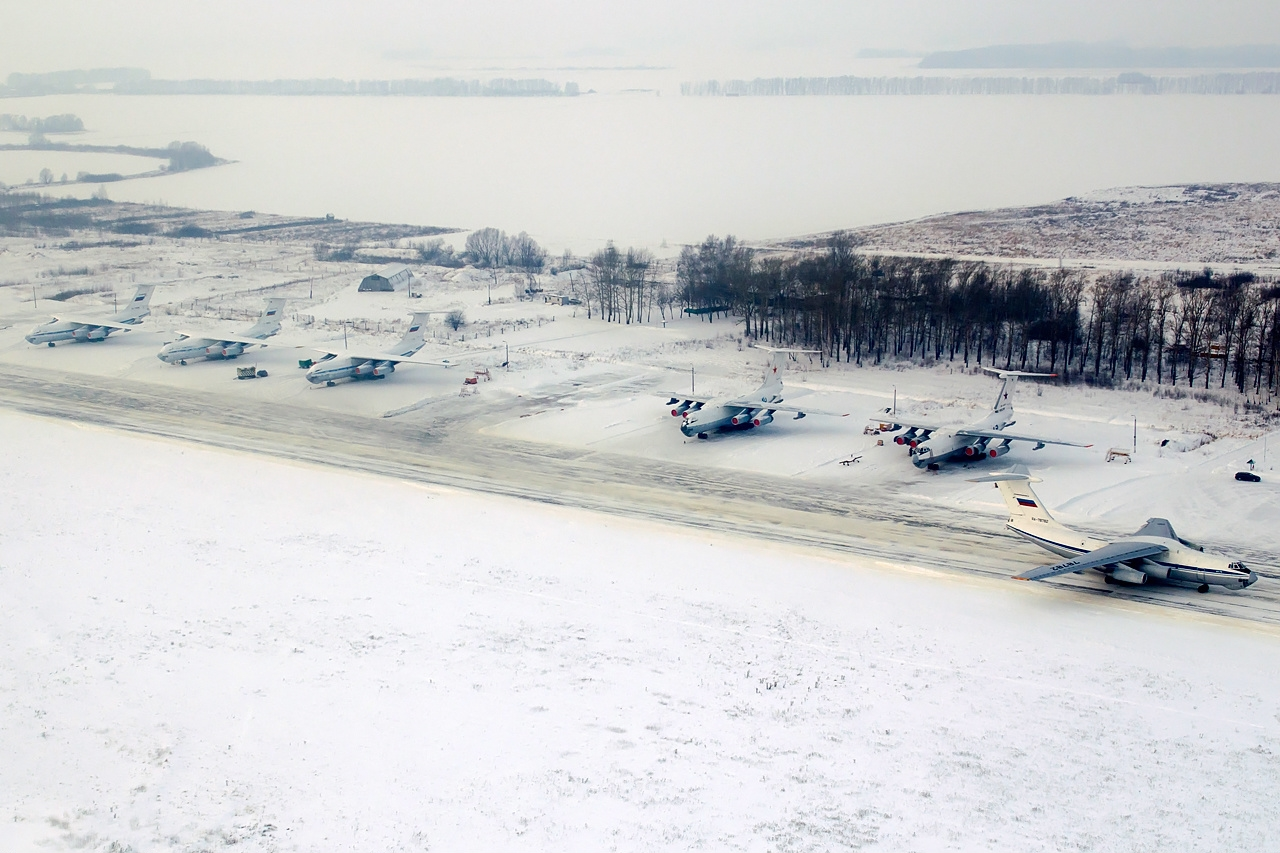
Іл-78М на аеродромі Дягілєво

На аеродромному вузлі Дягілєво — Ряжськ на підставі наказу Народного комісара оборони від 18 вересня 1940 року була сформована 1-ша Вища школа штурманів ВПС КА. Формування школи закінчено до 1 січня 1941 року. Школа складалася із шести бомбардувальних ескадрилій. Три базувалися на аеродромі Дягілєво, одна на аеродромі Ряжськ, дві в зимовий період працювали з аеродромів Закавказького військового округу та Одеського військового округу. У зв'язку з необхідністю підготовки льотного складу 1 серпня 1941 року 1-шу Вищу школу штурманів ВПС КА реорганізовано в Навчальний центр з переучування льотно-технічного складу та формування нових частин на літаках МіГ-3. Усього школою підготовлено 350 льотчиків на літаках МіГ-3, з них сформовано 15 авіаційних полків та відправлено на фронт. 14 жовтня 1941 року школа перебазувалася до міста Карші. Постановою ДКО від 9 лютого 1944 року № 5131 відбулося перебазування 1-ї Вищої школи штурманів та льотчиків авіації Далекої дії з міста Троїцька до Рязані на аеродроми Дягілєво, Житове, Григорівське, Ряжськ, Моршанськ, Олександрівка, Соснова.
2 березня 1944 директивою Генерального штабу школа перейменована в 1-шу Рязанську вищу офіцерську школу нічних екіпажів авіації Дальньої дії, а 22 грудня 1944 року школа перейменована й отримала найменування 1-ша Рязанська вища офіцерська школа нічних екіпажів ВПС.
У 1967 році виникла потреба в підготовці фахівців середньої ланки та в підвищенні кваліфікації офіцерів стройових частин, і цього ж року в Льотному центрі бойового застосування та підготовки командирів кораблів Дальньої авіації створено Льотно-тактичні курси. У 1968 році школа перейменована на 43-й Центр бойового застосування та переучування льотного складу Дальньої авіації.
У липні 1941 року на аеродромі на базі третіх ескадрилій 148-го та 240-го винищувальних авіаційних полків при 1-й Вищій школі штурманів ВПС КА на літаках МіГ-3 сформовано 283-й винищувальний авіаційний полк. З 3 вересня полк у складі 3-ї резервної авіагрупи СВГК, що діяла у підпорядкуванні штабу ВПС Ленінградського фронту, вступив у бойові дії проти фашистської Німеччини та її союзників на літаках МіГ-3.
У період з 5 липня по 19 серпня 1941 року на аеродромі при 1-й Вищій школі штурманів ВПС КА на літаках МіГ-3 сформовано 182-й винищувальний авіаційний полк. Перебуваючи у стадії формування, увійшов до складу 59-ї винищувальної авіадивізії ВПС МПО. 23 серпня полк включений до складу ВПС 51-ї окремої армії та вибув до Криму. 28 серпня 1941 року полк у складі ВПС 51-ї ОА (війська Криму) вступив у бойові дії проти фашистської Німеччини та її союзників на літаках МіГ-3.
У 1955 році аеродром Дягілєво був одним із шести аеродромів в СРСР, здатних приймати бомбардувальники М-4. У 1967 на авіабазі перебували 7 навчально-тренувальних Ту-22, а в 1973 були отримані 2 Ту-22М0. З 1985 року в Дягілєво перебазувався 49-й ТБАП (важкий бомбардувальний авіаполк), озброєний бомбардувальниками Ту-22М і Ту-95. Полк був перетворений на 49-й УТБАП (навчальний важкий бомбардувальний авіаполк), а згодом розформований в 1997.
З 2000 року на авіабазі дислоковано 203-й окремий авіаційний полк літаків-заправників з літаками Іл-78.

## Музей
На території авіабази розташований Рязанський музей дальньої авіації. Він був створений у 1975 року з ініціативи командувача дальньої авіації Героя Радянського Союзу генерал-полковника авіації Решетнікова. Загальна експозиційна площа музею становить 416 м². У п'яти залах представлені гвардійські прапори частин та з'єднань, що брали участь у радянсько-німецькій війні, деякі види літакової бортової зброї, моделі літаків. Крім основної експозиції, в музеї існує майданчик авіаційної техніки, на якому представлені такі літаки, як Ту-16, М-4, Ту-22К, Ту-22М2, Ту-22М3 та Ту-95К, ВМ-Т «Атлант».

## Аварії
- 26 лютого 2013 року загорівся Ту-95МС, «Самара» (бортовий номер 21 «червоний»).[7][8] Причиною стало коротке замикання через неправильний монтаж електричних мереж під час попереднього планового ремонту літака на Таганрозькому авіаційному науково-технічному комплексі ім. Берієва. При цьому машина не була повністю у вогні, й зовні ракетоносій виглядав навіть не сильно щоб ушкодженим, але вогонь знищив літак. Його стан не передбачав відновлення, Ту-95МС списали.

## Російсько-українська війна
5 грудня 2022 року на авіабазі пошкоджено стратегічний бомбардувальник Ту-95МС та бомбардувальник дальньої авіації Ту-22М3, а також вантажівку-авіазаправник, шестеро російських військових загинули, 11 поранено. Вибухом пошкоджено Ту-22М3 з бортовим № RF-34110 («02» червоний). Пошкоджений літак якраз споряджався крилатою ракетою Х-22 і, ймовірно, готувався до ударів по об'єктах критичної інфраструктури України того ж дня. Представники МО РФ заявили, що аеродроми атакували ЗСУ «радянськими дронами». За повідомленням Головного управління розвідки МО України, авіабаза «Дягілєво» була атакована за допомогою безпілотників Ту-141 «Стриж», які були начинені вибухівкою.
27 липня 2024 року вночі пролунали вибухи на військовому аеродромі «Дягілєво», НПЗ та 360-му авіаційному ремонтному заводі. МО РФ одразу ж повідомило про роботу ППО по БпЛА.
1 червня 2025 року СБУ провела спецоперацію «Павутина», в ході якої уражено літаки на чотирьох військових аеродромах: «Оленья» в Мурманській області, «Біла» в Іркутській області, «Іваново» в Іванівській області та «Дягілєво».